# 奥托梅莱拉
奥托梅莱拉（義大利語：Oto Melara），1905年成立的意大利武器制造商，主要工厂在布雷西亚及拉斯佩齐亚，在一战、二战直至現在生产了许多军备。

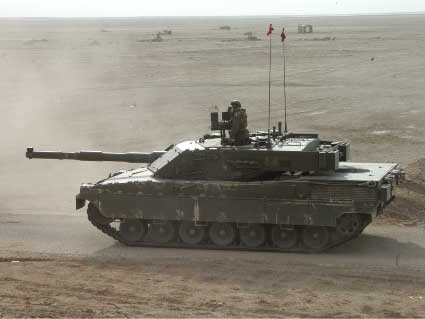
公羊主战坦克

## 历史
奥托梅莱拉成立于1905年，是由英國的維克斯公司、義大利的特爾尼鋼鐵公司、奧蘭多兄弟造船廠、奧德羅造船廠等重工業廠商共同出資的合資公司，公司名稱為維克斯—特爾尼公司（Vickers-Terni），在拉斯佩齊亞興建一座為了製造大口徑艦砲為主要商品的重砲工廠，1908年工廠完工正式營運。在第一次世界大戰中，維克斯—特爾尼承攬製造了口徑40公厘以上的火炮製造業務，尤其是義大利皇家海軍主力艦的火炮，都是由這間公司供應，公司規模在戰爭中逐漸壯大。
1922年，維克斯決定撤資，公司名稱更名為特爾尼公司。1927年，奧德羅造船廠的主要股東安薩爾多-聖喬治將特爾尼公司從特爾尼鋼鐵公司收購，更名為奧德羅—特爾尼公司（Odero-Terni）。1929年，位在熱那亞的奧德羅造船廠合併了奧蘭多兄弟造船廠，新的公司稱之為奧德羅—特爾尼—奧蘭多公司（Odero Terni Orlando），中文圈簡稱奧托（OTO）公司。
合併後，奧托公司在拉斯佩齊亞增建新的鑄造工廠，提升公司在100頓重以上的重炮製造能力。
1933年，奧托公司被義大利墨索里尼政府成立的工業重建研究所接管，專精於生產軍艦使用的中口徑與大口徑火炮。
第二次世界大戰結束後，奧托公司一度離開軍品製造產業，轉型製造民間用工業產品，如耕耘機、曳引機、紡織機械、汽車零組件等。1951年，奧圖公司更名為梅萊拉機械學會（Società Meccanica della Melara），此名稱取自於公司所在工廠位於拉斯佩齊亞的梅萊拉區，公司總部遷往羅馬，1953年，公司名稱改名為奧托梅萊拉（OTO Melara），此為後來國外較為熟知之名號。
在義大利加入北大西洋公約組織後，奧托梅萊拉公司獲准重新回歸軍品生產業務。在1950年代下旬開始提供義大利軍方各種口徑的火砲產品，在回歸軍品市場初期，公司最受國內外肯定的軍品為OTO_Melara_Mod_56山炮。後來在為義大利海軍開發76公厘艦砲，經過漫長的技術研製後，創造了奧托梅萊拉76公釐艦炮這款受世界各地廣泛好評的中口徑多用途艦炮，為該公司經營史上最成功的一款商品。
如今他们和易位克、菲亚特公司合并，形成集团公司──芬梅卡尼卡，即今天的李奧納多公司。

## 产品
- 公羊主战坦克
- 標槍步兵戰車 (Dardo Infantry Fighting Vehicle)
- Centauro Wheeled Tank Destroyer
- Puma 6x6 and Puma 4x4 Wheeled Armoured Personal Carrier
- Skyguard "Aspide" Anti-Air missile system
- OTO Melara Mod 56 105/L14 Pack Howitzer SIDAM 25 anti-aircraft gun
- 奧托布雷達76公厘艦炮
- 奧托布雷達127公厘艦炮
- Otomatic anti-aircraft tank (SPAAG)

## 備註
1. ↑  又譯成奧圖.美勒拉
2. ↑  奧圖.美勒拉（OTO Melara）原本是芬梅卡尼卡（Finmeccanica）的子公司。從2014年起，芬梅卡尼卡開始重整集團業務，將過去下屬的航太軍工企業如奧古斯塔.偉斯特蘭（AgustaWestland）、阿勒尼亞（ Alenia Aermacchi）、 Selex ES、 OTO Melara以及WASS整合成單一的分部；在2016年1月1日，前述子公司的相關活動完全整併入芬梅卡尼卡，並在2016年4月1日改用整併過渡期的公司名李奧納多.芬梅卡尼卡（Leonardo-Finmeccanica），其中原OTO Merala併入李奧納多.芬梅卡尼卡的防衛系統分部（Defence Systems Division），在電子、防禦、安全系統分部（Electronics, Defence and Security Systems Sector）之下。在2017年1月1日，李奧納多.芬梅卡尼卡正式改名為李奧納多（Leonardo S.p.A. ）。